# Buzz (sonorisation)
Pour les articles homonymes, voir Buzz.
Le buzz désigne, dans le jargon de la prise de son et de la sonorisation, un bruit parasite constant et à peu près uniforme qui se fait entendre dans un haut-parleur ou sur une ligne de transmission. Buzz est à peu près synonyme de ronflement ou ronflette.
Le buzz peut se comprendre comme un élément du bruit de fond ou des parasites; mais il s'applique généralement à un bruit très audible qui rend toute utilisation de la ligne impossible. Dans tout système de capture du son par des microphones et de reproduction de son par des amplificateurs et des haut-parleurs, il peut y avoir des ronflements et il y a toujours du bruit de fond, mais quand on parle de buzz, c'est que ceux-ci sont trop forts pour être inaudibles ou négligeables, ce qui implique que le technicien du son doit travailler à sa suppression.

## Origine
Un buzz a généralement un rapport avec l'alimentation des installations en courant alternatif. Il peut avoir plusieurs causes :
- certains appareils comme les éclairages à ballast, ainsi que les moteurs électriques produisent un champ électromagnétique qui induit un son dans des microphones et capteurs insuffisamment protégés contre les perturbations électromagnétiques (voir Compatibilité électromagnétique) ;
- une boucle de masse peut laisser circuler un fort courant induit par le champ des lignes d'alimentation électrique qui induit à son tour des perturbations dans les conducteurs de signal ;
- les liaisons asymétriques ou insuffisamment symétriques des appareils rendent l'installation plus sensible aux interférences ;
- un fil porteur de signal non blindé ou dénudé faisant antenne.

La plupart du temps, le buzz a la même fréquence que l'alimentation électrique, soit 50 Hz dans la plupart des pays d'Europe et 60 Hz ailleurs, comme aux États-Unis ou au Canada, avec des harmoniques de rang élevé qui en rendent difficile l'élimination complète.

## Traitement

### Installations temporaires
Quand l'alimentation électrique comporte des variateurs pour l'éclairage ou des moteurs, le buzz a des composantes harmoniques dans les aigus qui empêchent toute utilisation de filtres. Il faut traiter le problème à la base.
On évite de laisser courir les câbles signal près des câbles d'alimentation.
Des boîtes de direct permettent de couper une éventuelle boucle de masse et de symétriser les signaux.
En aucun cas la mise à la masse des châssis ne doit être supprimée.

### Équipements
La confusion entre terre et masse est souvent à l'origine de ronflettes. La terre est le conducteur de sécurité qui relie les boîtiers des appareils ; la masse est le point de potentiel zéro des circuits électroniques. Les liaisons symétriques entre appareils n'ont pas besoin de la masse. Leur blindage doit être relié à la terre. L'amélioration du rapport signal sur bruit des équipements fait que des interférences qui auraient été autrefois noyées dans le bruit de fond sont perceptibles.

## Utilisation créative
Les arts sonores envisagent le buzz non comme un problème, mais comme une matière sonore comme une autre. La musique bruitiste, la musique électroacoustique, la japanoise l'intègrent à leurs productions.